# Quercus texana
Quercus texana là một loài thực vật có hoa trong họ Cử. Loài này được Buckley miêu tả khoa học đầu tiên năm 1860.

## Hình ảnh

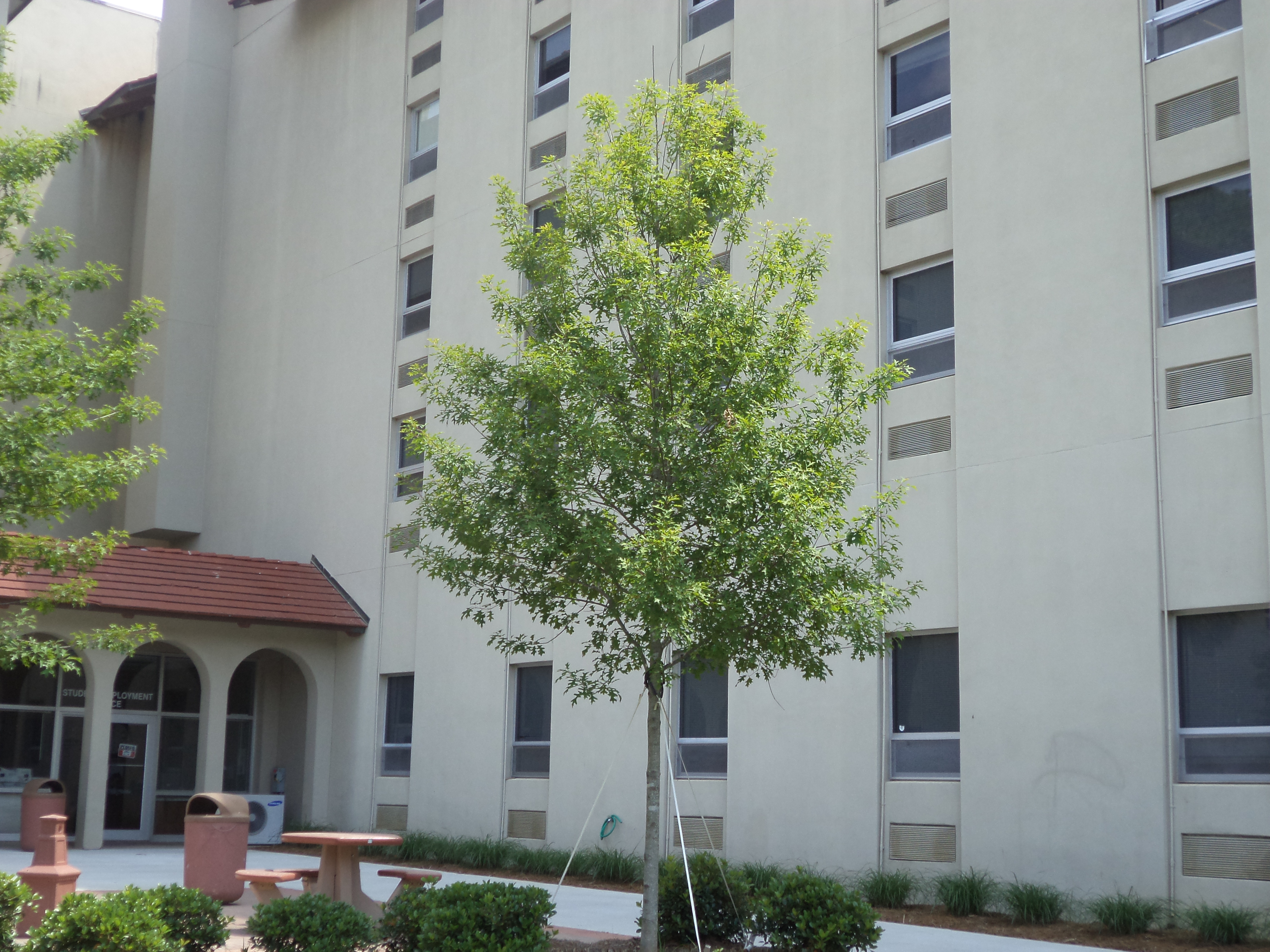
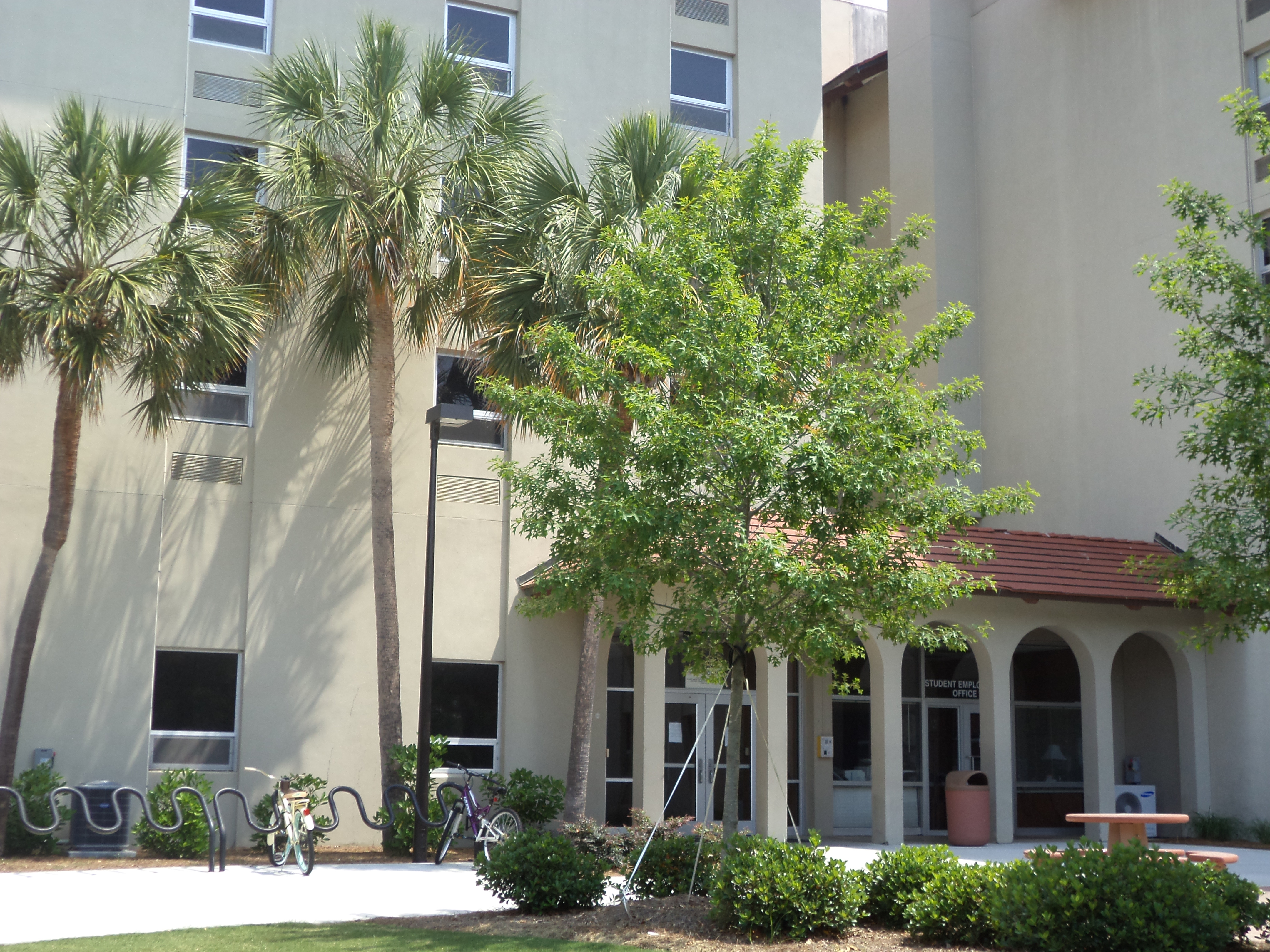
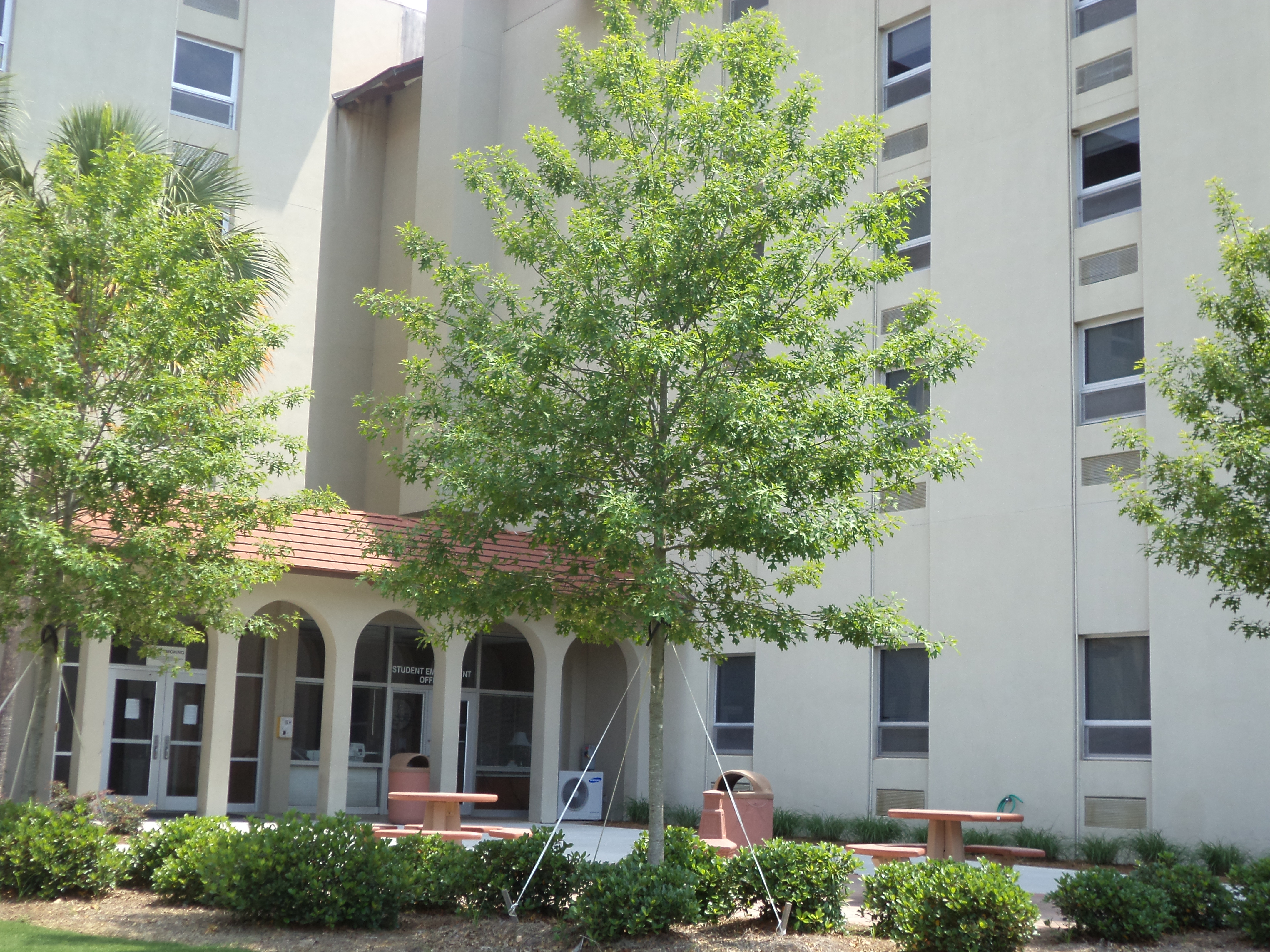
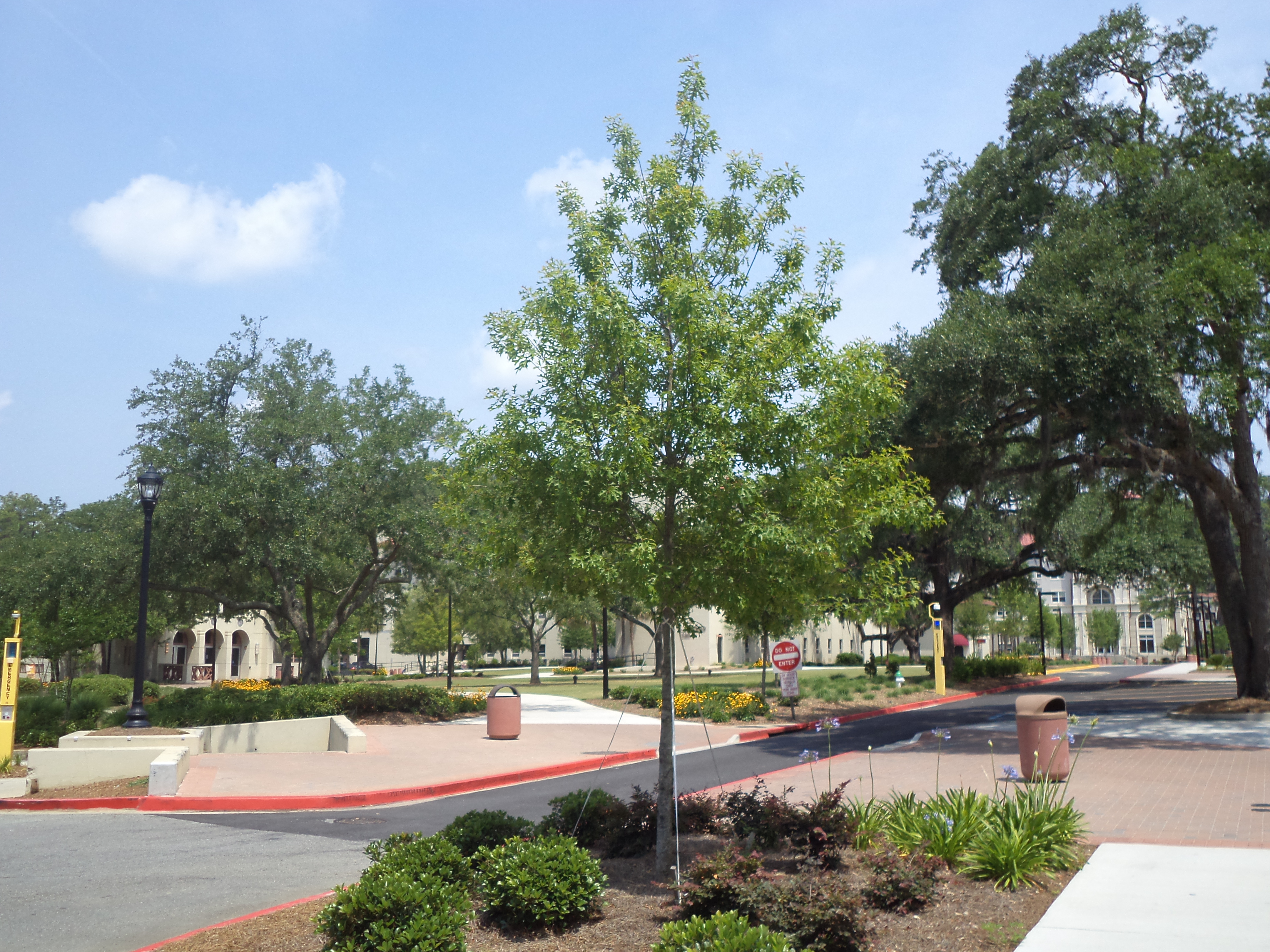